# Lough Leane
Lough Leane (irl. Loch Léin) – największe spośród trzech jezior Killarney, znajdujące się na terenie hrabstwa Kerry w Irlandii. Wypływa z niego rzeka Laune (An Leamhain), która uchodzi do zatoki Dingle w pobliżu Killorglin. Jezioro ma powierzchnię 19 km².
Na jeziorze znajduje się kilkadziesiąt wysp. Najistotniejsze z nich to:
- Innisfallen – znajdują się na niej ruiny opactwa Innisfallen. Od niego prawdopodobnie wzięło nazwę jezioro, której wersja irlandzka (Loch Léin) oznacza "jezioro nauki". Według tradycji naukę tutaj otrzymywał od Maelsuthaina O'Carrolla irlandzki król Brian Śmiały[2].
- wyspa Ross – znajduje się na niej zamek Ross. Wyspa jest również bogata w miedź, która wydobywana była na niej prawdopodobnie od wczesnej epoki brązu[3].